# Rejon batiecki
Rejon batiecki (ros. Батецкий район) – rejon na północnym zachodzie europejskiej części Federacji Rosyjskiej, w obwodzie nowogrodzkim.
Rejon leży w zachodniej części obwodu i zajmuje powierzchnię 1600 km². Obszar ten zamieszkuje 6601 osób (2007 r.).
Ośrodkiem administracyjnym rejonu jest osada Batieckij, licząca 2275 mieszkańców (2002 r.)
Główne rzeki: Ługa i Udrajka.